# Mappa standard
La mappa standard è un particolare sistema dinamico discreto definito sul toro dipendente da un parametro in cui si possono osservare transizioni da un sistema "ordinato" e integrabile ad un sistema caotico.
Lo spazio delle fasi della mappa standard è il toro bidimensionale in cui generalmente si considerano le coordinate angolari.
L'insieme dei tempi che si considera è l'insieme Z dei numeri interi.
L'evoluzione è data dall'iterazione della funzione invertibile:
{\displaystyle T_{k}(x,y)=(x+y-k\,\sin x\mod 2\pi ,\,y-k\,\sin x\mod 2\pi )}
per x e y coordinate angolari che variano in [0,2π) e k parametro reale, ovvero dalla successione:
{\displaystyle x_{n+1}=x_{n}+y_{n}-k\,\sin x_{n}\mod 2\pi }
{\displaystyle y_{n+1}=y_{n}-k\,\sin x_{n}\mod 2\pi }.